# Målkärl
Målkärl är ett redskap för mätning av volym.
Efter gammalt har man skiljt mellan målkärl för torra varor, spannmål och våta varor. I Sverige justerades före metersystemets införande målkärl för 5, 3, 2, 1 kubikfot, 5, 3, 2, 1 kannor; 50, 20, 10 kubiktum, 1 1/2, 1/4 och 1/8 tunna samt även kolläst och tunna.
De målkärl som brukades på 1930-talet var 2, 1,5, och 1 hektoliter; 50, 30, 25, 20, 10, 5, 2, 1 liter samt 5 deciliter för torra varor och 195, 190, 185, 100, 50, 30, 25, 20, 15, 10, 5, 2 och 1 liter; 5, 3 1/3, 2, 1 2/3, 1 deciliter; samt 5, 4 2 1/2 och 2 centiliter.
Justeringen sköttes tidigare av lantmätarna, numera handhas den av Statens Provningsanstalt.